# Thạnh Phú, Đồng Tháp
Thạnh Phú là một xã thuộc tỉnh Đồng Tháp, Việt Nam.

## Địa lý

### Tiếp giáp
Phía bắc xã tiếp giáp với tỉnh Tây Ninh. Ba mặt còn lại giáp các đơn vị hành chính thuộc địa phận tỉnh Đồng Tháp; mặt phía tây và nam giáp xã Mỹ Thành, mặt phía đông từ bắc xuống nam lần lượt giáp xã Tân Phước 2 và phường Mỹ Phước Tây.

### Địa lý tự nhiên
Xã có địa bàn mang hình dạng là một hình chữ nhật thẳng đứng, con kênh lớn nhất là kênh Nguyễn Văn Tiếp chảy theo hướng tây bắc - đông nam cắt ngang giữa xã gần như phân chia xã làm hai phần. Ở phần nam của xã thì có kênh Ban Dày tuy không phải là kênh thẳng nhưng chảy chủ yếu theo hướng bắc nam gần như cắt phần nam xã thành hai phần tây và đông. Đoạn kênh Ban Dày dài khoảng 5,5 km, đầu phía bắc đổ vào kênh Nguyễn Văn Tiếp, đầu phía nam tiếp tục chảy xuống các xã khác.
Các con kênh, rạch khác chảy trên địa bàn xã là: Kênh 1, Kênh 3, Kênh 6, Kênh 7, Kênh 8, Kênh 12, Kênh 500, kênh 26 Tháng 3, kênh Bà Hai Lung Xìn, kênh Ba Xã, kênh Bao Tràm, kênh Bồi Tường, kênh Cống Kho, kênh Đầu Ngàn, kênh Hai Hạt, kênh Kháng Chiến, kênh Mới, kênh Năm Giao, kênh Ranh Làng, kênh Ranh Tổng, kênh Ranh - Phú Cường, kênh Tấp Bèo, kênh Tư Đạt.
Về thổ nhưỡng và thủy văn thì đất đai trong xã nhiễm phèn và thường xuyên chịu lũ lụt hằng năm, do đó ảnh hưởng đến hoạt động kinh tế của xã chủ yếu là nông nghiệp trồng lúa.

### Tài nguyên khoáng sản
Về tài nguyên khoáng sản thì xã có than bùn được phát hiện vào năm 1986.

## Hành chính
Xã được chia thành 7 ấp: ấp 1, 2, 3, 4, 5A, 5B, 6.

## Lịch sử
Từ 1945 - 1954, chính quyền Việt Nam Dân chủ Cộng hòa đặt xã Thạnh Phú thuộc huyện Cai Lậy, tỉnh Mỹ Tho, trong khi đó chính quyền Pháp và Quốc gia Việt Nam đặt xã Thạnh Phú, tổng Lợi Thuận, quận Cai Lậy, tỉnh Mỹ Tho.
Từ 1954 - 1975, chính quyền Việt Nam Cộng hòa đặt xã Thạnh Phú, tổng Lợi Thuận, quận Cai Lậy, tỉnh Định Tường. Chính quyền Cộng hòa miền Nam Việt Nam lại đặt xã Thạnh Phú thuộc huyện Cai Lậy Bắc, tỉnh Mỹ Tho.
Xã từng là một phần của xã Thạnh Phú, đến ngày 12 tháng 4 năm 1979 thì xã Thạnh Phú được chia thành xã Thạnh Lộc ở phía tây và xã Phú Cường ở phía đông. Cả hai xã cách nhau bởi kênh Tư Đạt và kênh Tám Bì, chảy theo hướng bắc nam.
Ngày 16 tháng 6 năm 2025, Ủy ban Thường vụ Quốc hội ban hành Nghị quyết số 1663/NQ-UBTVQH15 về việc sắp xếp các đơn vị hành chính cấp xã của tỉnh Đồng Tháp năm 2025. Theo đó, sắp xếp toàn bộ diện tích tự nhiên, quy mô dân số của xã Phú Cường (huyện Cai Lậy và Thạnh Lộc thành xã mới có tên gọi là xã Thạnh Phú.
Sau khi sáp nhập, xã Thạnh Phú có 56,64 km² diện tích tự nhiên và dân số 28.431 người.

## Kinh tế – Xã hội

### Giao thông
Phía bắc con kênh Nguyễn Văn Tiếp là Tỉnh lộ 865 chạy cặp song song theo con kênh cách con kênh tầm 100m. Đây là tuyến đường nối dài Tây Ninh và Đồng Tháp. 
Con đường quan trọng nhất xã này trước là đường trải đá đỏ, chỉ được trải nhựa vào năm 2012 hiện đang dự trù nâng cấp thành quốc lộ. Bờ nam con kênh là đường Nam Nguyễn Văn Tiếp, số hiệu là đường huyện 59B, đây là đường liên xã gồm nhiều đoạn không đồng nhất: lộ đá, lộ đan và lộ nhựa. Việc qua lại hai bờ kênh trên địa bàn xã Thạnh Phú chủ yếu bằng phà ở cuối đường Tây Ban Dày và qua cây cầu duy nhất là cầu Quảng Oai nằm ở phía đông. Ngoài ra, có thể chạy về hướng tây để qua kênh bằng cầu Thạnh Lộc của xã lân cận cách xã chừng 1 km.
Dọc kênh Ban Dày là đường huyện 65, là con đường nhựa chạy song song phía đông, cách kênh từ 100 đến 300m. Còn cặp sát bờ kênh Ban Dày có hai con đường nhỏ hơn, sát bờ tây là một lộ đan (đường Tây Ban Dày) chạy dọc theo kênh. Sát bờ đông cũng là một lộ đan nhưng trong tình trạng xuống cấp nhiều đoạn. Việc qua lại kênh này thuận tiện hơn do có 5 cây cầu.
Phần phía nam xã có đường nam kênh Kháng chiến chạy qua theo hướng tây đông, đây là đường đan trong tình trạng tốt, có một đoạn đường nhựa ở cuối đường hướng đông.

### Kinh tế

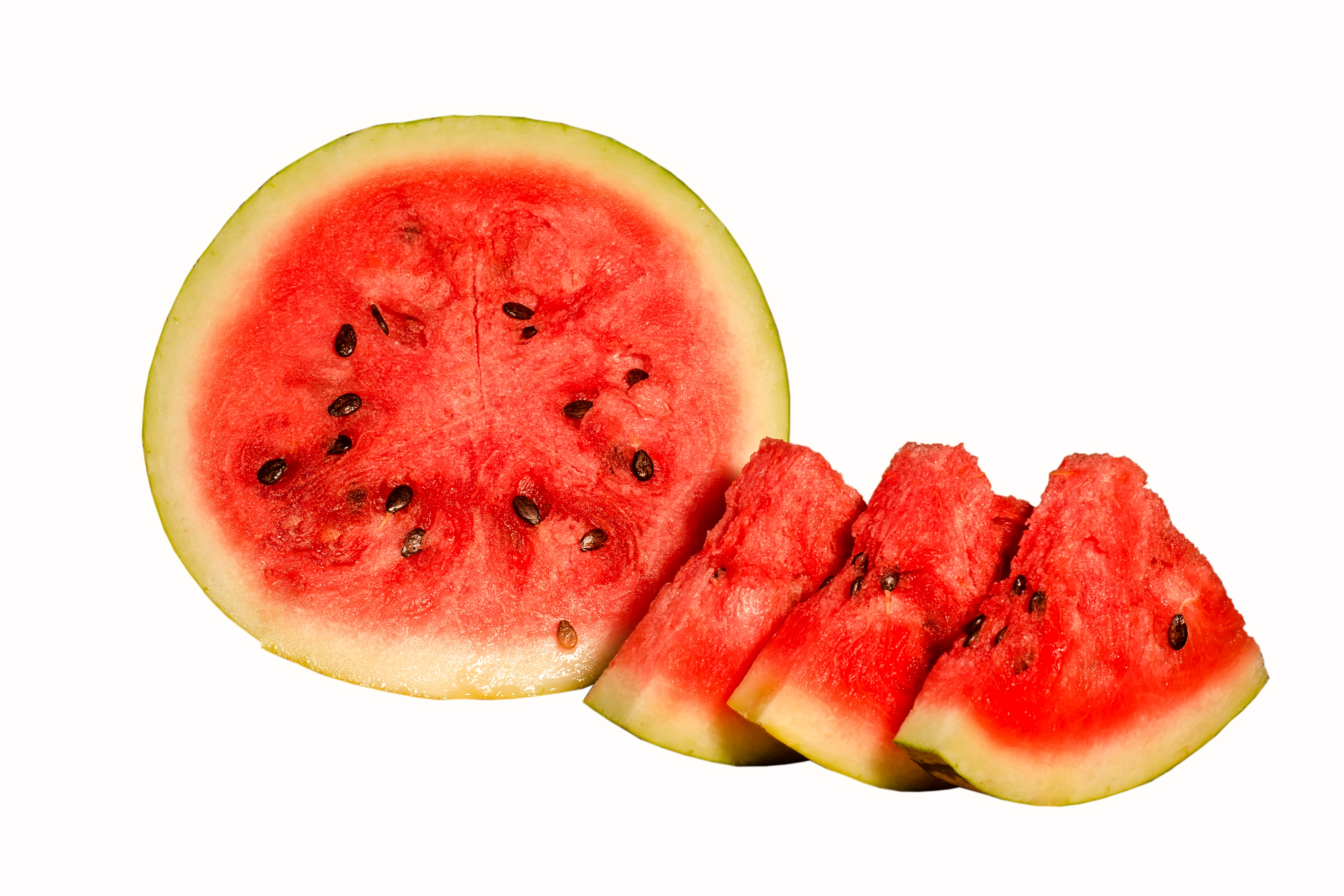
Dưa hấu, loại cây trồng luân canh với lúa.

Hầu hết dân cư của xã đều sống tập trung dọc theo 2 con kênh lớn nhất này, và một khu quy hoạch mới có vị trí nằm ngay cạnh khu vực chợ Mỹ Phước Tây thuộc phường Mỹ Phước Tây, ở phía đông của xã, trên bờ nam kênh Nguyễn Văn Tiếp.
Gần như toàn bộ diện tích xã canh tác lúa nước, có nhiều nhà máy xay xát lớn và tàu, ghe vận chuyển tập trung trên kênh Nguyễn Văn Tiếp. Sở Nông Nghiệp và Phát triển nông thôn tỉnh Tiền Giang cũ cũng đã phổ biến mô hình kinh tế luân canh cho xã, lúa kết hợp dưa hấu, trồng luân canh. Thống kê vào tháng 2 năm 2013, xã Phú Cường (hiện là một phần xã Thạnh Phú) có diện tích trồng dưa hấu 110 ha (1,1 km²), là xã có diện tích trồng dưa hấu lớn nhất tỉnh Tiền Giang cũ. Đến tháng 8 năm 2013 xã có khoảng 100 hộ gia đình chuyên trồng dưa hấu, với tổng diện tích 150 ha (1,5 km²), trồng chủ yếu giống dưa hấu Hắc mỹ nhân. Đến năm 2016, diện tích trồng dưa hấu đã lên tới 300 ha, khoảng 1/10 so với 3.000 ha đất nông nghiệp, 200 hộ trồng dưa hấu áp dụng 'mô hình luân canh lúa - dưa hấu' theo: 2 lúa - 1 dưa hoặc 1 lúa - 1 dưa - 1 màu. Dưa hấu của xã và xã Thạnh Lộc lân cận được đánh giá cao nhất tỉnh về chất lượng, hàng cũng đã được xuất khẩu.
Xã cũng phổ biến mô hình kết hợp cá - lúa, các ruộng lúa nuôi cá rô, sặc rằn, chép, mè vinh,...vừa có lợi kinh tế thủy sản vừa giúp lúa tăng năng suất. Ngoài ra, xã cũng là địa bàn trồng rau nhút kinh tế nhiều bậc nhất tỉnh Đồng Tháp. Việc trồng thường tiến hành sau thu hoạch ruộng lúc, thường được gọi là "mô hình trồng rau nhút dưới chân ruộng".

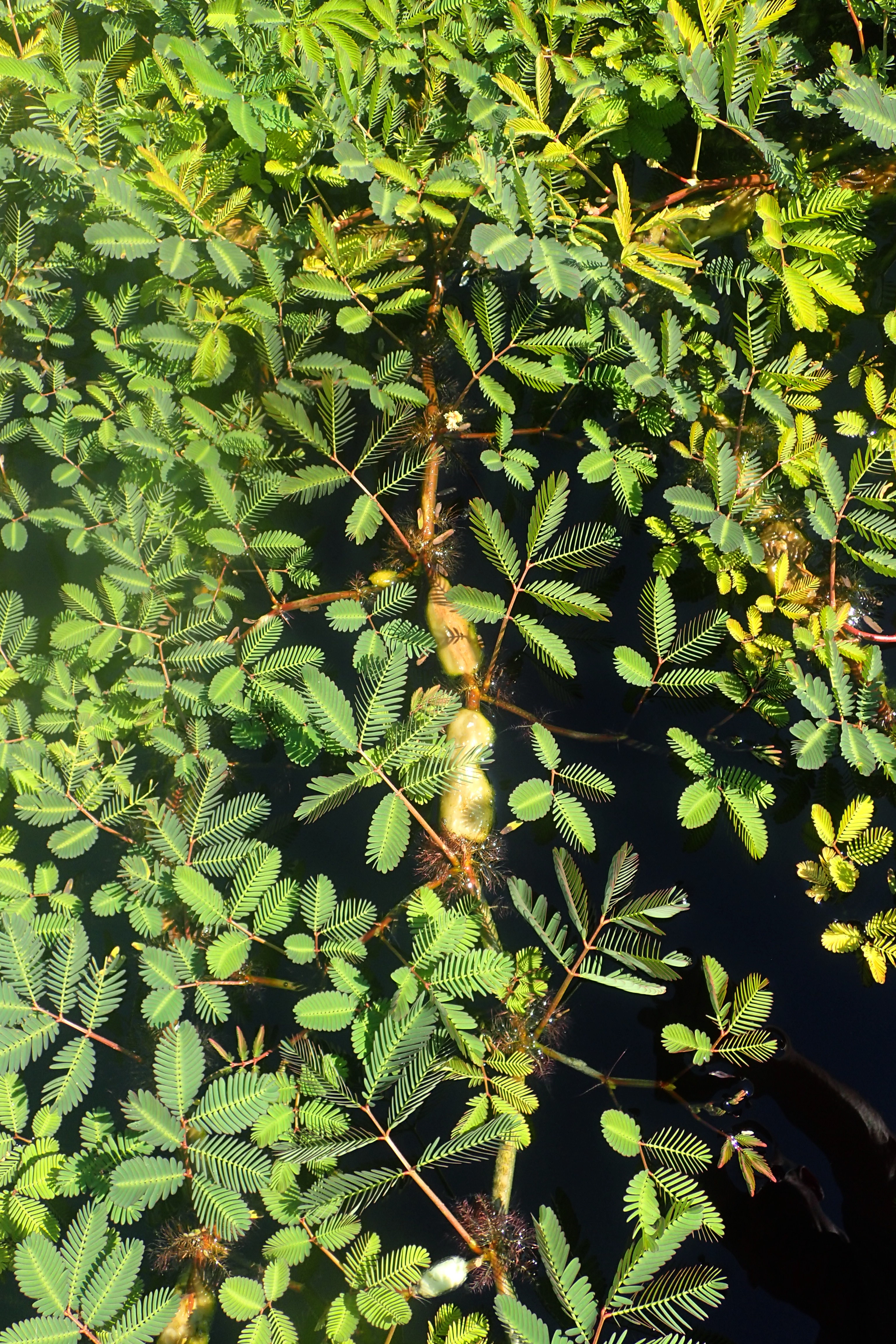
Rau nhút.

Trung tâm Nông sản Phú Cường, nằm trên tỉnh lộ 865 là đầu mối tiêu thụ lúa gạo trong tỉnh và khu vực.
Năm 2018, thu nhập bình quân đầu người đạt 45 triệu đồng, hộ nghèo giảm còn 2,5%.

### Chuyển đổi kinh tế

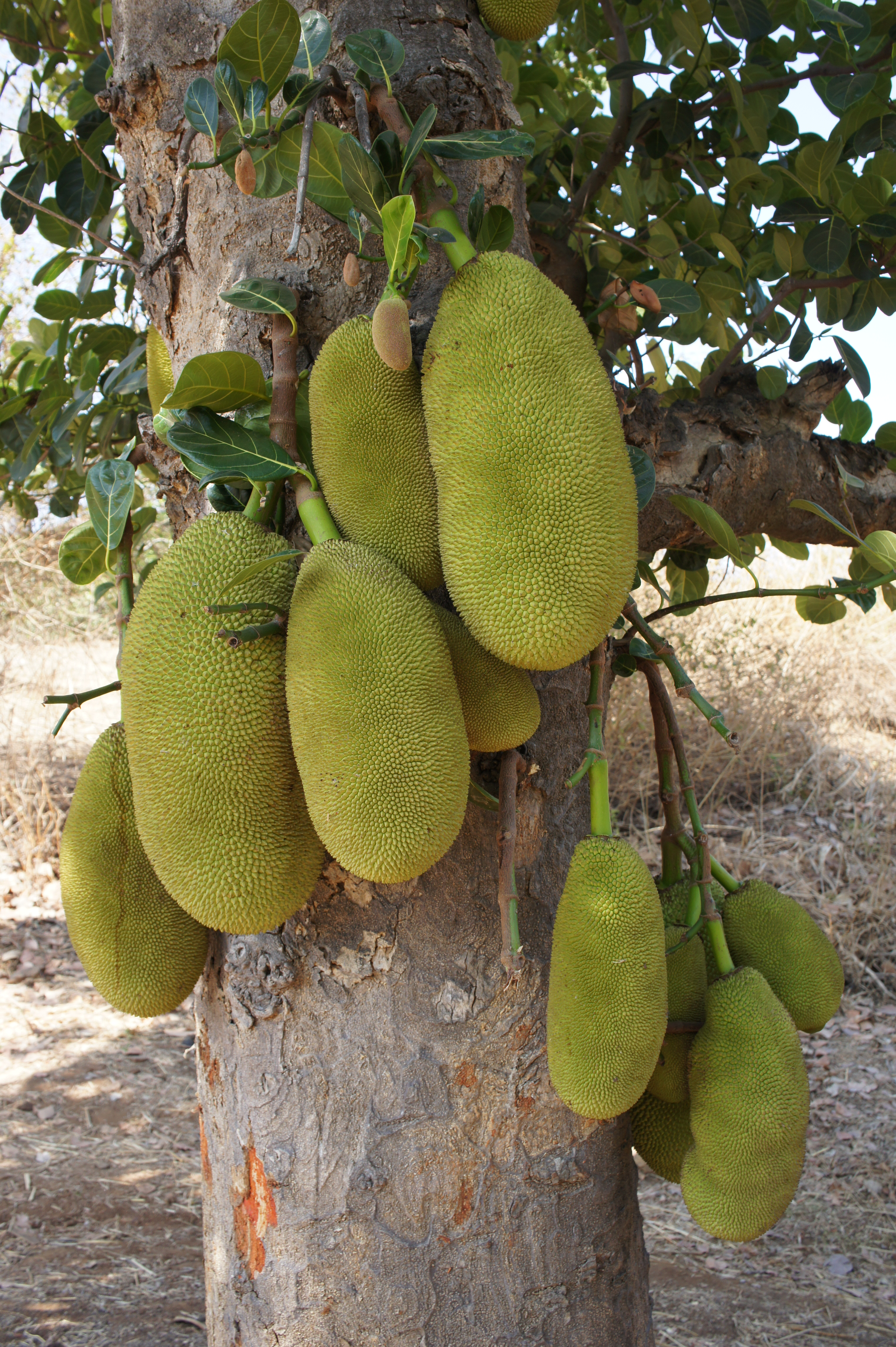
Mít là loại cây ăn quả được chuyển đổi nhiều nhất.

Dọc theo hai kênh lớn dân trong xã trồng chủ yếu là mít, một ít diện tích trồng sầu riêng, dừa, ổi, bưởi, đu đủ,... Ngoài canh tác trồng mít, nhiều nơi dân trong xã đào ao nuôi cá với những ao diện tích rất lớn. Tuy nhiên, đây là việc làm tự phát, theo thống kê từ Phòng Nông nghiệp và Phát triển nông thôn huyện Cai Lậy, đến đầu tháng 4 năm 2019, Phú Cường cùng 5 xã lân cận đã chuyển đổi 557 ha (hơn 5,5 km²) đất trồng lúa sang mục đích canh tác khác, gồm trồng cây ăn trái trên 404 ha, chuyển sang đào ao nuôi cá trên 153 ha. Việc tự ý chuyển đổi này được xem là sẽ phá vỡ quy luật cung - cầu trong sản xuất và lưu thông hàng hóa của địa phương. Theo Trần Kim Mai - Phó Chủ tịch UBND tỉnh Tiền Giang cũ thì điều này là vi phạm Luật Đất đai về sử dụng đất không đúng mục đích, không được Nhà nước cho phép.

### Xã hội
Y tế
Bệnh viện đa khoa Mỹ Phước Tây, nằm ở hướng đông của xã, gần cầu Quảng Oai, tại ấp 6. Đây là bệnh viện hạng 3, có quy mô 50 giường bệnh.
Giáo dục
- Trường tiểu học Phú Cường 1, nằm tại ấp 5A.[31]
- Trường tiểu học Phú Cường 2, nằm tại ấp 3.[32]
- Trường THCS Phú Cường,[33] tại cuối đường Tây Ban Dày, thuộc ấp 3.

Học sinh bậc THPT sẽ học tại trường THPT Mỹ Phước Tây ở phường lân cận, ngay khu vực giáp ranh xã Thạnh Phú và phường Mỹ Phước Tây. Năm 2014, Trường THPT Mỹ Phước Tây đổi tên thành Trường THPT Lê Văn Phẩm.
Địa điểm tôn giáo
- Đàn Thông Linh Khiếu, tại ấp 6, trên tỉnh lộ 829, là nơi thờ tự của đạo Cao Đài.[35]

### Khác
Ở đông bắc địa bàn xã, trên tỉnh lộ 829 là một doanh trại quân đội lớn và Trường bắn 908.

## Ảnh
|  |  |  |  |
|  |  |  |  |
|  |  |  |  |
|  |  |  |  |

### Sách
- Ban tuyên giáo tỉnh ủy Tiền Giang và Trung tâm Unesco thông tin tư liệu lịch sử và văn hóa Việt Nam (2005). Địa chí Tiền Giang, Tập 1.
- Ban tuyên giáo tỉnh ủy Tiền Giang và Trung tâm Unesco thông tin tư liệu lịch sử và văn hóa Việt Nam (2005). Địa chí Tiền Giang, Tập 2.
- Chung sống với lũ. NXB Thanh niên. 2001.